# لاري تاونسند
لاري تاونسند (بالإنجليزية: Larry Townsend)‏ هو كاتب أمريكي، ولد في 27 أكتوبر 1930، وتوفي في 29 يوليو 2008 في لوس أنجلوس في الولايات المتحدة.